# Sony VAIO W-Serie
Die Sony Vaio W-Serie war eine Reihe von Netbooks und davor eine Reihe von Desktop-PCs.

## All-in-One-Desktops (2002)
Die Sony Vaio W-Serie war als erstes eine Reihe von All-in-One-PCs. Sie wurde erstmals in Japan eingeführt und kam im Oktober 2002 auf den US-Markt, wobei das erste Modell PCV-W10 war.
Die Ausstattung waren: große Multimedia-Lautsprecher, faltbare Tastaturen, ein großes 15,3-Zoll-Display, I.Link, 1,6-GHz-Pentium-4-CPUs mit 512 MB RAM. In einigen späteren Modellen mit TV-Funktionen wurde die W-Serie als High-End-Multimedia-Gerät mit großartigen Spezifikationen für seine Zeit angesehen. Es wurde 2006 durch die Vaio und -L-Serie ersetzt.

## Netbooks (2009)
Der Name der Sony Vaio W-Serie wurde 2009 als eine Reihe von Netbooks wiederbelebt.
Es richtete sich hauptsächlich auf den Jugendmarkt und schaffte ein neues Marktpublikum für Vaio. Das Produkt soll hauptsächlich für zu Hause zum Surfen, zum Austausch von Fotos online, zum Herunterladen von Musik und Online-Netzwerken verwendet werden. Es unterscheidet sich eindeutig von den vorhandenen Notebooks und wird nicht als vollständiger PC dargestellt.

### Besondere Merkmale
- Obwohl das Netbook auch nur 10,1 Zoll besitzt, hat es eine schärfere Auflösung von 1366 × 768 Pixeln, anstatt wie üblich 1024 × 600 Pixel
- Vollständige Tastatur mit Pitch-Isolation.
- In den Farben: Pink, Weiß und Braun.
- Passende Accessoires (pinke VAIO-Tragetasche und Maus)

## Galerie

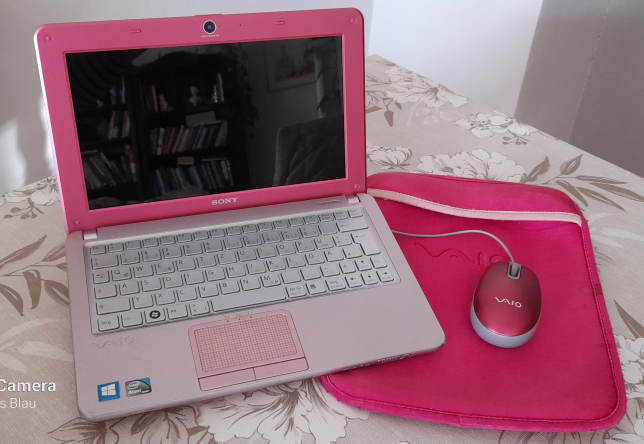
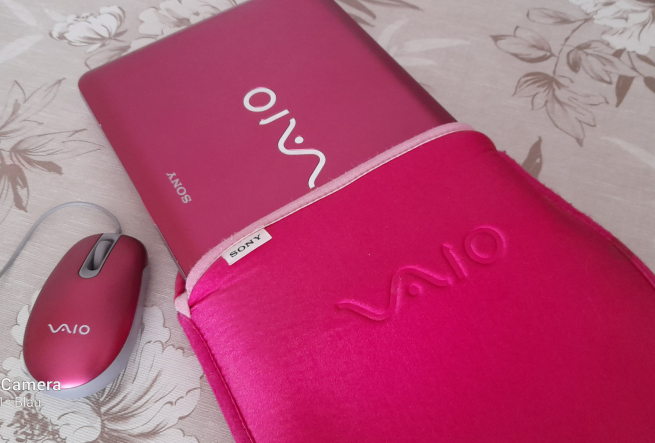
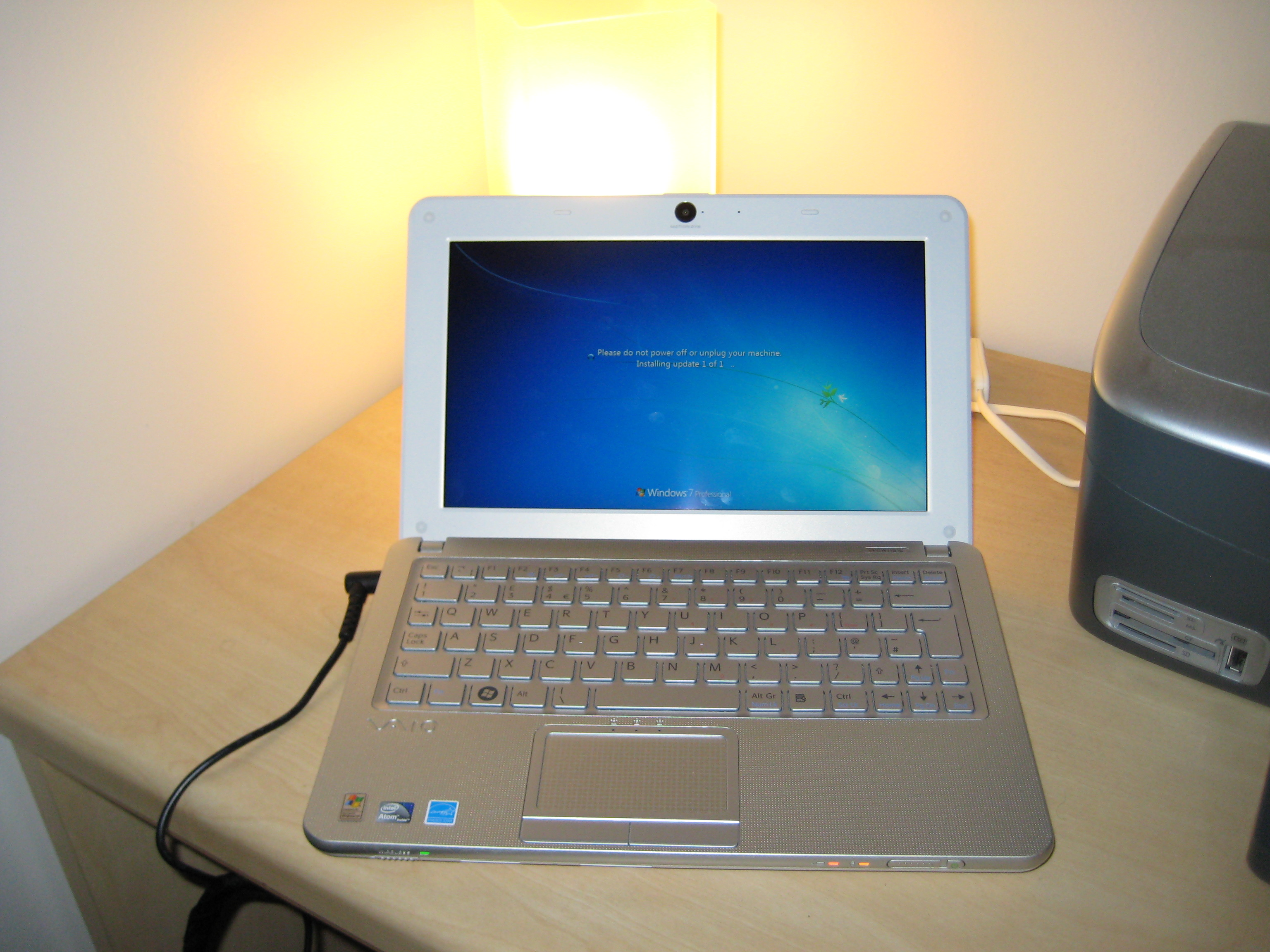